# Tripterygiidae
Tripterygiidae è una famiglia di pesci, caratterizzati dalla suddivisione in tre della pinna dorsale.

## Generi
- Acanthanectes Holleman & Buxton, 1993
- Apopterygion Kuiter, 1986
- Axoclinus Fowler, 1944
- Bellapiscis Hardy, 1987
- Blennodon Hardy, 1987
- Brachynectes Scott, 1957
- Ceratobregma Holleman, 1987
- Cremnochorites Holleman, 1982
- Crocodilichthys Allen & Robertson, 1991
- Cryptichthys Hardy, 1987
- Enneanectes Jordan & Evermann in Jordan, 1895
- Enneapterygius Rüppell, 1835
- Forsterygion Whitley & Phillipps, 1939
- Gilloblennius Whitley & Phillipps, 1939
- Grahamina Fricke & Roberts, 1993
- Helcogramma McCulloch & Waite, 1918
- Helcogrammoides Rosenblatt in Gon & Heemstra, 1990
- Karalepis Hardy, 1984
- Lepidoblennius Steindachner, 1867
- Lepidonectes Bussing, 1991
- Norfolkia Fowler, 1953
- Notoclinops Whitley, 1930
- Notoclinus Gill, 1893
- Obliquichthys Hardy, 1987
- Ruanoho Hardy, 1986
- Springerichthys Shen, 1994
- Trianectes McCulloch & Waite, 1918
- Trinorfolkia Fricke, 1994
- Tripterygion Risso, 1827
- Ucla Holleman, 1993